# 粟津正蔵
粟津 正蔵（あわづ しょうぞう、1923年4月18日 - 2016年3月17日）は、日本の柔道家（講道館九段）。
戦前から戦後にかけての現役選手時代は明治神宮競技大会や全日本選手権大会等で活躍。1950年代以降はフランスにおいて半世紀以上に渡り柔道を指導し、その礎を築いた。その功績から1999年にはフランス政府よりレジオンドヌール勲章を受賞し、“フランス柔道育ての父”として知られている。

## 経歴
現在の京都府京都市山科区安朱東海道町に生まれる。5歳で柔道を始め、小学生の頃から全国有数の強豪校である市立第一商業学校（現：市立西京高校）に出入りして稽古に汗を流し、そのまま同校へ進学。
市立第一商業学校時代には1年生の頃から活躍しその黄金期の立役者となったほか、平野時男や大館三郎らと共に京都府代表として出場した1939年と1949年の明治神宮競技大会柔道競技（中等学校の部・団体戦）では連覇を果たしている。
太平洋戦争による1年半の徴兵生活を経て、復員後は京都簡易保険局に勤める傍ら立命館大学夜間学部に入学し、念願だった勉学に勤しんだ。一方で再び斯道を志し、京都府代表として出場した1948年の第1回全日本選手権大会では2回戦を勝ち抜いて3回戦で伊藤徳治6段に屈するもベスト8に残る活躍を見せ、雪辱を誓う翌49年の第2回大会では初戦で山口利雄6段に敗れたものの、京都の粟津としてその名を全国に知らしめた。また、この頃には“フランス柔道生みの親”と知られる川石酒造之助と偶然知り合い、その後、栗原民雄の知遇を得てフランスに渡り川石の助手として柔道の普及・振興に尽力することとなった。
1950年に神戸港を出港し約1月の航海を経てマルセイユに到着、川石酒造之助や当時のフランス柔道連盟会長であるポール・ボネモリらの歓迎を受けた。到着2日後には早速12人掛の荒業を行うなどしてフランス人柔道家達を驚嘆せしめ、川石の経営する柔道場やスポーツクラブの名門・ラシン・クラブ・ド・フランスにて指導を行った。フォントネー＝オー＝ローズに居を構え、ナショナルチームのコーチにも就任してアンリ・クルティーヌやベルナール・パリゼ等を欧州王者に育て上げたほか、1964年の東京五輪ではフランスチームのコーチとしてこれに参加している。一方で、1951年に国際柔道連盟が設立されたのを機に日本人柔道家達がフランスを訪れる機会が増えてくると、粟津は妻と共にこの受け皿として手腕を発揮した。すなわち、空港への送迎は勿論の事、宿舎の手配や道場への移動、食事の提供、試合会場へのおにぎり差し入れ等、その献身的な面倒見の良さには枚挙に暇（いとま）が無かったという。
| 段位 | 年月日        | 年齢 |
| ---- | ------------- | ---- |
| 入門 | 1949年5月14日 | 26歳 |
| 6段  | 1949年5月27日 | 26歳 |
| 7段  | 1961年5月5日  | 38歳 |
| 8段  | 1976年1月11日 | 52歳 |
| 9段  | 2002年4月28日 | 79歳 |

1967年のミュンヘン五輪ではフランス代表のジャン＝ジャック・ムニエル、ジャン＝ポール・コシュ、ジャン＝クロード・ブロンダニの3人が銅メダルを獲得し、後に世界有数の柔道強豪国に数えられることとなるフランスの躍進を印象付ける大会となった。また天理大学の参与も務めており、自身も寝技（特に固技）に長じていた関係で細川伸二には「寝技をやれば世界を獲れる」と進言しており、細川自身も、1984年のロサンゼルス五輪の決勝戦で相手選手を横四方固で抑えている間、粟津の微笑んでいる顔が脳裏を横切ったと語っている。これらの功績から、1976年1月に8段位を、2002年4月に9段位を拝受。9段への昇段に試合し粟津は、柔道界やそれまで携わった人々への謝意を述べつつ、「柔道は東洋より世界を照らす」と記している。
粟津はその後もフランス柔道連盟の技術顧問として“フランス柔道育ての父”と称される程その発展に尽力・貢献し、周囲からは敬意を込めて“Maitre AWAZU（粟津師範）”と呼ばれた。当初1年間の柔道指導という約束で渡仏した粟津は、いつしか60年以上の歳月をフランスで過ごしていた。このように日本とフランスとの懸け橋として活躍した実績が認められ1993年に日本国政府より勲五等双光旭日章を、1999年にフランス政府より同国最高の栄誉であるレジオンドヌール勲章（シュヴァリエ）を、それぞれ受章している。生涯現役を貫き90歳を越えてなおフランス柔道界の重鎮として活躍した粟津だったが、2016年3月に老衰のためパリにある自宅で死去。3月25日にパリ南部のクラマール火葬場で執り行われた葬儀には元世界王者でフランス柔道連盟会長のジャン＝リュック・ルージェや同じく元世界王者で国会議員を務めるダビド・ドゥイエら関係者約300名が駆け付け、粟津の功績に想いを寄せると共に、その死を悼んだ。パリにあるフランス柔道連盟の道場は存命中より「Dojo Shozo Awazu」と名付けられており、多くの後進が粟津亡き今もここで稽古に励んでいる。